# Tisovac (Pakrac)
Tisovac is een plaats in de gemeente Pakrac in de Kroatische provincie Požega-Slavonië. De plaats telt 8 inwoners (2001).